# Lekkoatletyka na Letnich Igrzyskach Olimpijskich 2012 – trójskok kobiet
Trójskok kobiet – jedna z konkurencji lekkoatletycznych rozegranych podczas igrzysk olimpijskich w Londynie. 
Obrończynią tytułu mistrzowskiego z 2008 roku była Kamerunka, obecnie reprezentująca Francję, Françoise Mbango Etone. Ustalone przez International Association of Athletics Federations minima kwalifikacyjne do igrzysk wynosiły 14,30 (minimum A) oraz 14,00 (minimum B).

## Terminarz
Czas w Londynie (UTC+01:00)
| Data                                               | Godzina     | Zawody             |
| -------------------------------------------------- | ----------- | ------------------ |
| Piątek, 3 sierpnia 2012 Niedziela, 5 sierpnia 2012 | 10:25 19:35 | Kwalifikacje Finał |

## Rekordy
|                     | Zawodnik               | Wynik | Miejsce  | Data             |
| ------------------- | ---------------------- | ----- | -------- | ---------------- |
| Rekord świata       | Inesa Kraweć           | 15,50 | Göteborg | 10 sierpnia 1995 |
| Rekord olimpijski   | Françoise Mbango Etone | 15,39 | Pekin    | 17 sierpnia 2008 |
| Liderka sezonu 2012 | Olha Saładucha         | 14,99 | Helsinki | 29 czerwca 2012  |

## Rezultaty

### Eliminacje
Zawodniczki podzielono na dwie grupy: A i B. Aby awansować do finału należało uzyskać co najmniej 14,40 (Q) lub znaleźć się w gronie 12 najlepszych zawodniczek (q). 
| Poz. | Grupa | Zawodniczka              | Reprezentacja     | #1    | #2    | #3    | Rezultat | Uwagi |
| ---- | ----- | ------------------------ | ----------------- | ----- | ----- | ----- | -------- | ----- |
| 1    | B     | Olga Rypakowa            | Kazachstan        | X     | 13.99 | 14.79 | 14.79    | Q     |
| 2    | A     | Kimberly Williams        | Jamajka           | 14.53 | –     | –     | 14.53    | Q, PB |
| 3    | A     | Yamilé Aldama            | Wielka Brytania   | 14.45 | –     | –     | 14.45    | Q     |
| 4    | B     | Caterine Ibargüen        | Kolumbia          | 14.24 | 14.42 | –     | 14.42    | Q     |
| 5    | A     | Olha Saładucha           | Ukraina           | 14.26 | 14.35 | X     | 14.35    | q     |
| 6    | B     | Hanna Kniaziewa          | Ukraina           | 14.33 | X     | X     | 14.33    | q     |
| 7    | B     | Trecia-Kaye Smith        | Jamajka           | X     | 14.31 | X     | 14.31    | q, SB |
| 8    | A     | Tatjana Lebiediewa       | Rosja             | 14.17 | 14.30 | –     | 14.30    | q     |
| 9    | B     | Yargelis Savigne         | Kuba              | 14.22 | 14.28 | 14.02 | 14.28    | q     |
| 10   | A     | Dana Velďáková           | Słowacja          | X     | 14.22 | 13.84 | 14.22    | q     |
| 11   | A     | Wiktorija Walukiewicz    | Rosja             | 14.09 | 14.19 | 13.86 | 14.19    | q     |
| 12   | A     | Marija Šestak            | Słowenia          | X     | 14.16 | 14.12 | 14.16    | q     |
| 13   | B     | Patrícia Mamona          | Portugalia        | 14.11 | 13.97 | 13.96 | 14.11    |       |
| 14   | B     | Ayanna Alexander         | Trynidad i Tobago | 13.98 | 13.92 | 14.09 | 14.09    |       |
| 15   | A     | Hanna Demydowa           | Ukraina           | 13.97 | 13.60 | X     | 13.97    |       |
| 15   | B     | Dailenys Alcántara       | Kuba              | 13.97 | X     | X     | 13.97    |       |
| 17   | B     | Wieronika Mosina         | Rosja             | 13.72 | 13.56 | 13.96 | 13.96    |       |
| 18   | B     | Simona La Mantia         | Włochy            | 13.77 | 13.92 | 13.73 | 13.92    |       |
| 19   | A     | Josleidy Ribalta         | Kuba              | 13.71 | 13.12 | 13.88 | 13.88    |       |
| 20   | B     | Keila Costa              | Brazylia          | X     | 13.69 | 13.84 | 13.84    |       |
| 20   | B     | Swietłana Bolszakowa     | Belgia            | 13.84 | 13.42 | 13.45 | 13.84    |       |
| 22   | B     | Mayookha Johny           | Indie             | 13.77 | 13.68 | 13.62 | 13.77    |       |
| 23   | B     | Xie Limei                | Chiny             | 13.63 | X     | 13.69 | 13.69    |       |
| 24   | A     | Niki Paneta              | Grecja            | X     | 13.66 | 13.63 | 13.66    |       |
| 25   | B     | Biljana Topić            | Serbia            | X     | X     | 13.66 | 13.66    |       |
| 26   | B     | Patricia Sarrapio        | Hiszpania         | X     | 13.64 | X     | 13.64    |       |
| 27   | A     | Amanda Smock             | Stany Zjednoczone | X     | 13.43 | 13.61 | 13.61    |       |
| 28   | A     | Aleksandra Kotlyarova    | Uzbekistan        | 13.33 | X     | 13.55 | 13.55    |       |
| 29   | B     | Anastasiya Juravlyova    | Uzbekistan        | 13.54 | X     | X     | 13.54    |       |
| 30   | A     | Li Yanmei                | Chiny             | 13.43 | 12.78 | 13.15 | 13.43    |       |
| 31   | A     | Irina Litwinienko-Ektowa | Kazachstan        | 13.39 | X     | X     | 13.39    |       |
| 32   | A     | Andriana Banowa          | Bułgaria          | X     | 12.88 | 13.33 | 13.33    |       |
| 33   | B     | Atanasia Pera            | Grecja            | X     | X     | 11.93 | 11.93    |       |
| –    | A     | Cristina Bujin           | Rumunia           | X     | X     | X     | NM       |       |
| –    | A     | Ksienija Dziacuk         | Białoruś          | X     | X     | X     | NM       |       |

### Finał
| Poz. | Zawodniczka           | Reprezentacja   | #1    | #2    | #3    | #4    | #5    | #6    | Rezultat | Uwagi |
| ---- | --------------------- | --------------- | ----- | ----- | ----- | ----- | ----- | ----- | -------- | ----- |
|      | Olga Rypakowa         | Kazachstan      | 14.54 | X     | 14.98 | X     | 14.89 | 14.40 | 14.98    | SB    |
|      | Caterine Ibargüen     | Kolumbia        | 14.45 | 13.99 | 14.67 | 14.37 | 14.35 | 14.80 | 14.80    |       |
|      | Olha Saładucha        | Ukraina         | 13.92 | 14.48 | X     | 14.53 | 14.51 | 14.79 | 14.79    |       |
| 4    | Hanna Knyazyeva       | Ukraina         | X     | 14.56 | 14.16 | 14.14 | 14.16 | X     | 14.56    |       |
| 5    | Yamilé Aldama         | Wielka Brytania | 14.10 | 14.09 | 14.39 | 14.32 | 14.43 | 14.48 | 14.48    |       |
| 6    | Kimberly Williams     | Jamajka         | 14.35 | X     | 14.48 | 14.19 | X     | 14.20 | 14.48    |       |
| 7    | Trecia-Kaye Smith     | Jamajka         | X     | X     | 14.35 | 14.34 | 13.74 | X     | 14.35    |       |
| 8    | Wiktorija Walukiewicz | Rosja           | 14.24 | 13.75 | 14.18 | 13.75 | 14.15 | X     | 14.24    |       |
| 9    | Yargelis Savigne      | Kuba            | 14.12 | 12.13 | 13.91 |       |       |       | 14.12    |       |
| 10   | Tatjana Lebiediewa    | Rosja           | 14.11 | 14.03 | 14.01 |       |       |       | 14.11    |       |
| 11   | Marija Šestak         | Słowenia        | 13.84 | 13.98 | 13.98 |       |       |       | 13.98    |       |
| 12   | Dana Velďáková        | Słowacja        | X     | X     | 11.92 |       |       |       | 11.92    |       |